# Удовиченко Микола Миколайович
Микола Миколайович Удовиченко (нар. 13 лютого 1959) — український фінансист та банкір, Почесний секретар G-NEXID (Глобальної мережі експортно-імпортних банків і фінансових установ зі сприяння розвитку, The Global Network of Export-Import Banks and Development Finance Institutions), Заслужений економіст України (2007). Член Ради НАБУ.

## Освіта
Закінчив Київський національний університет імені Тараса Шевченка; Київський національний економічний університет імені Вадима Гетьмана; Українську академію банківської справи.

## Кар'єра
В банківській сфері працює з 1992 р. З 1997 до 2013 працював в Укрексімбанку: червень 2001 — квітень 2010 — заступник Голови Правління та член Правління, який відповідає за роботу по втіленню стратегії Банку на зовнішніх ринках та відносини з міжнародними фінансовими та інвестиційними установами; квітень 2010 — лютий 2013 — Голова Правління.
З 5 лютого 2013 по 18 серпня 2014 працював заступником Голови Правління Національного банку України, але був звільнений за станом здоров'я.
20 березня 2007 р. Указом Президента України № 221/2007 "Про нагородження державними нагородами України працівників відкритого акціонерного товариства «Державний експортно-імпортний банк України» М. М. Удовиченку було присвоєно звання «Заслужений економіст України».
4-5 травня 2009 р. на загальних зборах Глобальної мережі експортно-імпортних банків та фінансових установ він був обраний Почесним секретарем цього міжнародного об'єднання, створеного в 2006 році (Женева).
У червні 2012 р. Указом Президента М. М. Удовиченко нагороджений орденом «За заслуги» ІІІ ступеня.